# Buick Skylark
El Buick Skylark es un automóvil de turismo producido por la división Buick del fabricante estadounidense General Motors. El modelo se ha creado en varias series de producción. En cada ejecución, el diseño del coche ha variado dramáticamente debido a los cambios tecnológicos y los gustos, así como las nuevas normas puestas en marcha en los últimos años.

## 1953-1954

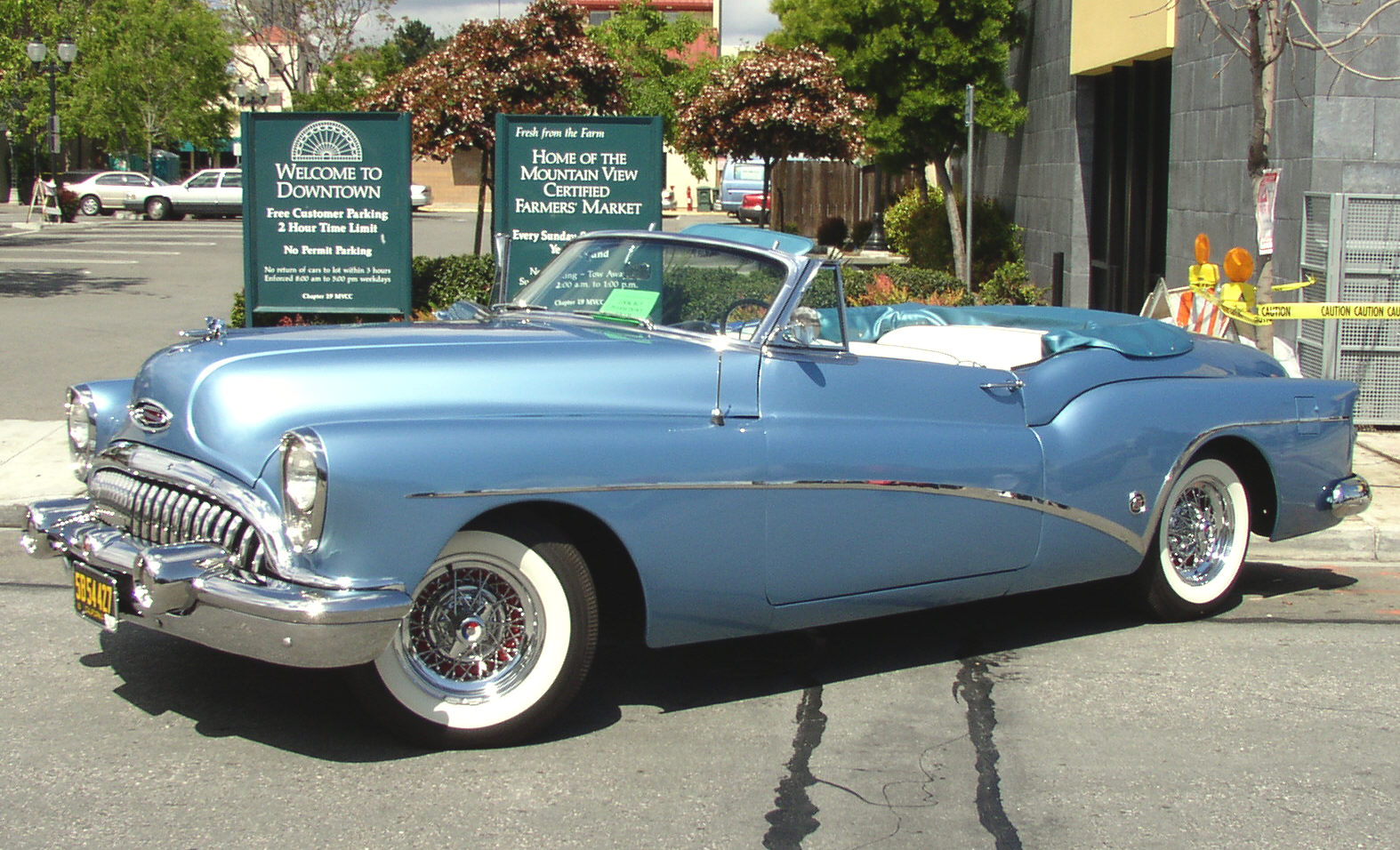
Buick Roadmaster Skylark serie 70 de 1953

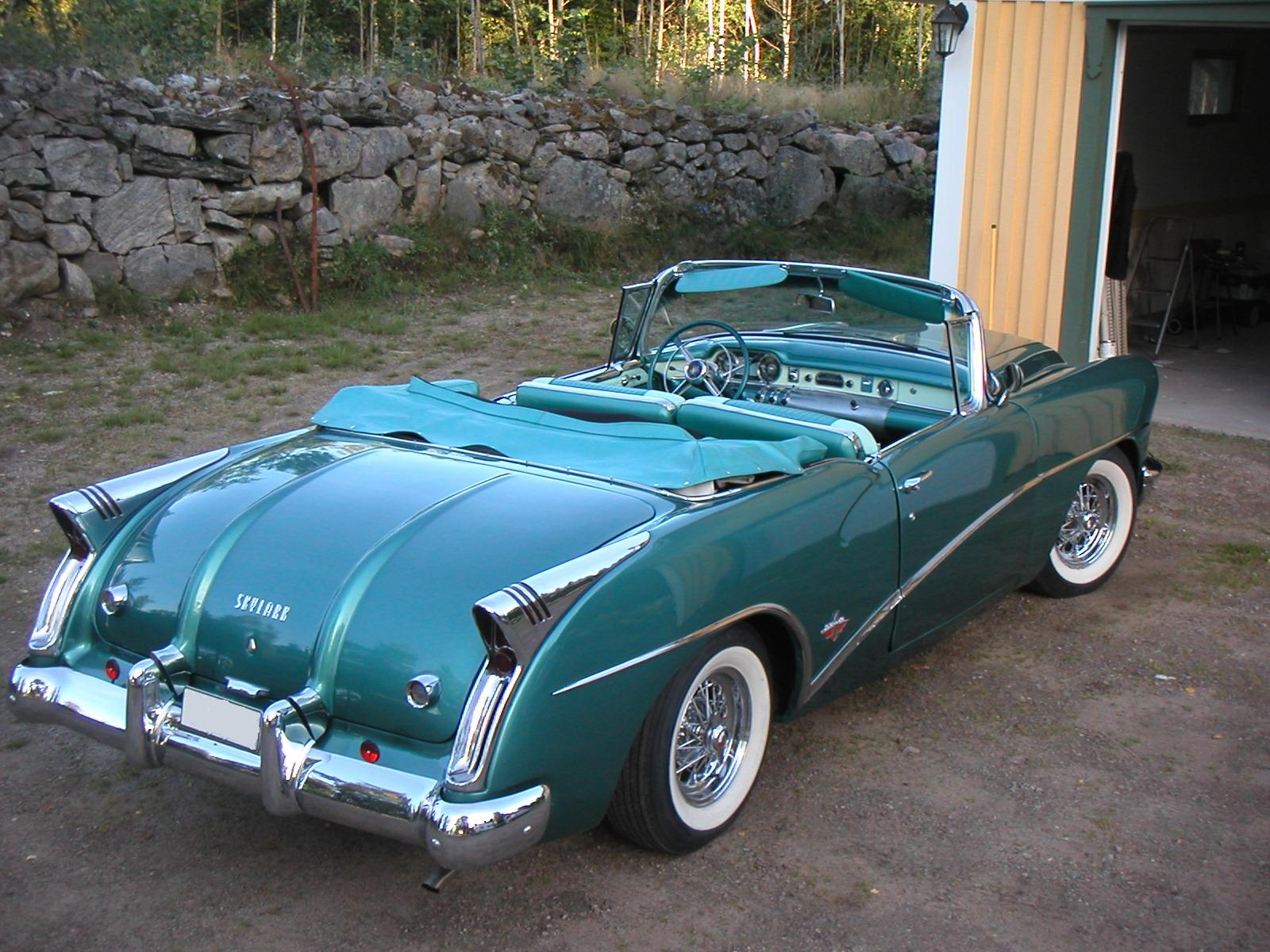
Vista trasera del Buick Roadmaster Skylark serie 100 de 1954

A principios de la década de 1950, Buick deslumbró al mundo del automóvil con dos coches de concepto: el XP-300 y el LeSabre, biplazas de baja altura que apuntaban hacia el futuro. Inspirado por la tremenda reacción a sus «coches de ensueño» Harley Earl conjuró el Skylark para celebrar el aniversario de oro de Buick en 1953. El non plus ultra de la serie Roadmaster, era esencialmente construido a mano por encargo de la fábrica.
El Buick Roadmaster Skylark fue uno de los tres descapotables especiales producidos en 1953 por General Motors y los otros dos fueron el Oldsmobile Fiesta y el Cadillac Eldorado. Los tres se limitaron a la producción de vehículos para promover el liderazgo de General Motors de diseño. De los tres, el Roadmaster Skylark ha tenido la producción más exitosa de ejecución con 1,690 unidades. Esto se consideró una hazaña increíble de ventas, ya que el coche tenía un precio de lista en 1953 de poco más de US$5000 (equivalente a $56 940 en 2023)
La producción duró dos años. Al estar basado en el descapotable Roadmaster de dos puertas modelo 76R, el Skylark de 1953, designado como 76X, tenía dimensiones idénticas, excepto la altura, apariencia casi idéntica. Compartía su tren motriz y tenía todo su equipo estándar, además de sus pocas opciones restantes, incluidas elevalunas eléctricos, frenos eléctricos, moqueta completa y radio AM "Selectronic". No se ofreció aire acondicionado, innecesario en cualquiera de los descapotables.
Es importante destacar que el nuevo Skylark contó con el nuevo V8 Buick Nailhead de 322 pulgadas cúbicas (5,3 L), en lugar del antiguo 8 de línea del propio fabricante y un sistema eléctrico de 12 V, ambos primeros de la división. Debutaron las aberturas de las ruedas de corte completo, una señal de estilo que se extendió a la línea principal de Buick de 1954. Acentuando su línea de cinturón rebajada y con muescas, había una nueva "Sweepspear" que corría casi toda la longitud del vehículo, una señal de estilo que iba a aparecer en varias formas en muchos modelos de Buick a lo largo de los años.
Solamente los estampados para el cofre, la tapa de la cajuela y una parte de la bañera convertible se compartieron con el Roadmaster y los Súper descapotable. Todas las bañeras Skylark se terminaron con varias cantidades de relleno de plomo. Las puertas interiores se hicieron cortando el Roadmaster de dos puertas en dos y luego soldando las piezas nuevamente en ángulo para producir la inclinación de la puerta. Se reforzó un aspecto más aerodinámico en general cortando el parabrisas casi 3 pulgadas (7,6 cm) más corto y bajando proporcionalmente las ventanas laterales y el marco superior convertible. Los bastidores de los asientos y la columna de dirección se dejaron caer para proporcionar el espacio libre y la posición de manejo adecuados. El espacio para las piernas delanteras era 44,7 pulgadas (113,5 cm). Las ruedas de alambre auténticas fueron producidas por Kelsey-Hayes, cromadas en todas partes excepto el emblema central "Skylark" chapado y pintado.

## 1961-1963

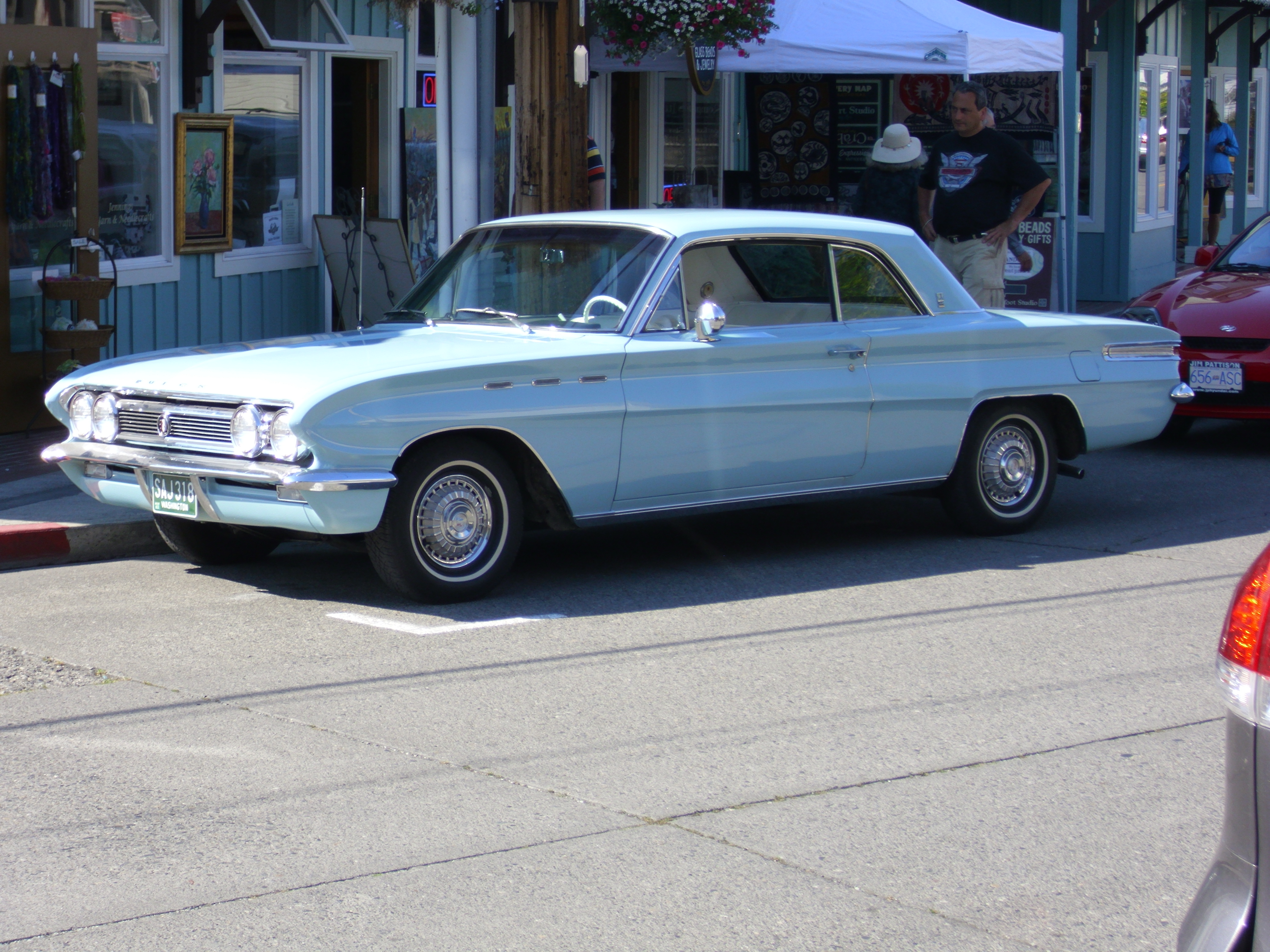
Buick Special Skylark cupé de 1962

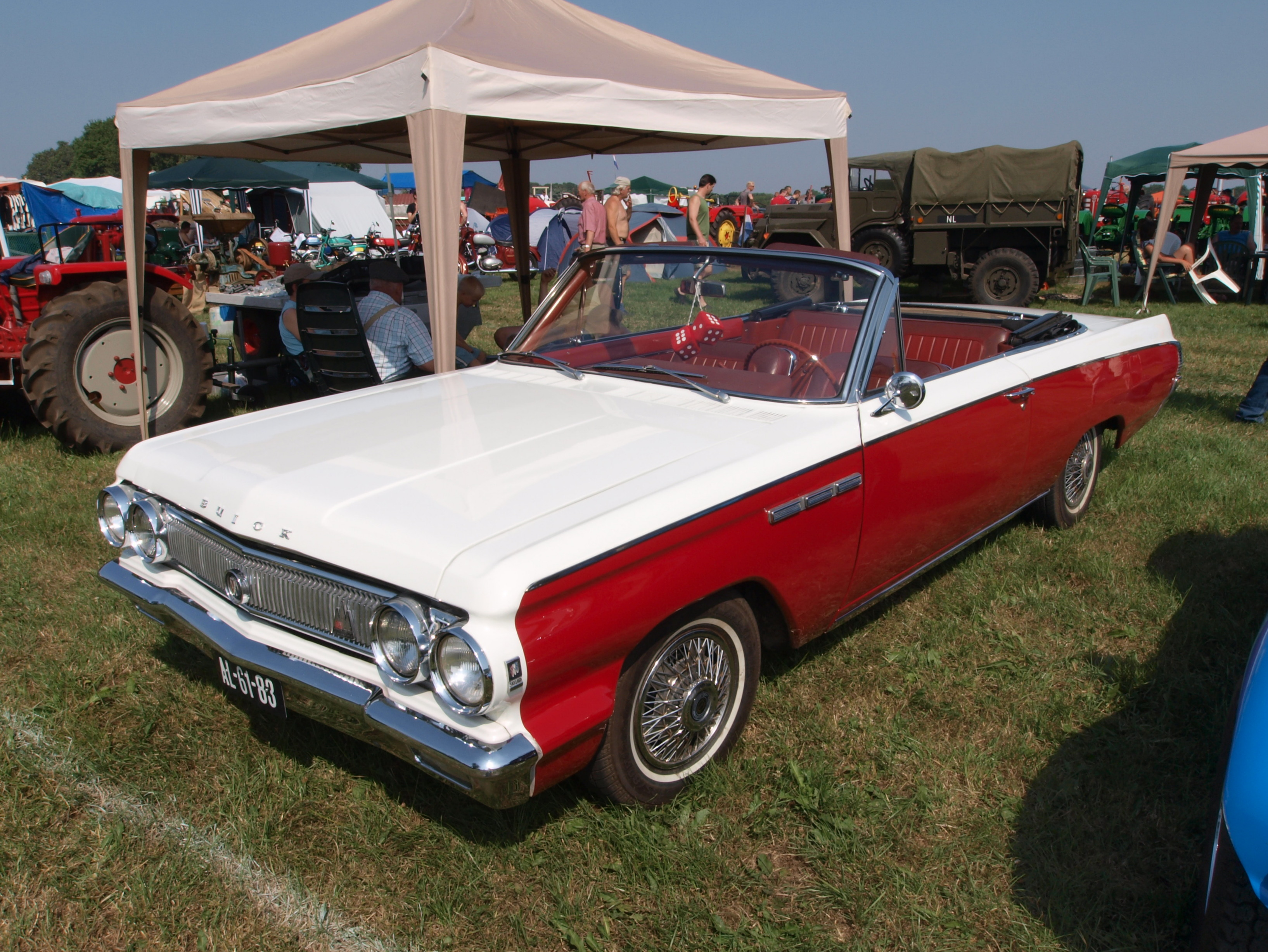
Buick Special Skylark de 1963

En el otoño de 1960, General Motors presentó un trío de nuevos autos compactos para el año modelo 1961 que comparten el mismo chasis, motores y paneles de la carrocería principales, aunque cada uno tenía frente único y estilo trasero y las diferencias en el exterior y acabados interiores, estos fueron el Buick Special, Pontiac Tempest y Oldsmobile F-85.
Introducido en el medio de los modelos del año 1961 y basado en el básico Buick Special Deluxe sedán de dos puertas, también conocido como un cupé, el Special Skylark de 1961 tuvo exclusivos emblemas Skylark, luces traseras, molduras laterales inferiores de la carrocería, cubre ruedas estilo turbina y un techo revestido de vinilo.
También ofreció un lujoso interior totalmente en vinilo con asientos tipo butaca como una opción. La instrumentación fue mínima y consistió en solamente un velocímetro y un indicador de combustible.
El Buick Special de 1961 básico venía de serie con un V8 de 215 pulgadas cúbicas (3,5 L) con bloque totalmente de aluminio, con un carburador de 2 gargantas que produce 155 HP (157 CV; 116 kW) a las 4600 rpm. Los Special Skylark de 1961 venían de serie con una versión de este mismo motor y opcional en otros Special, que tenía una relación de compresión más alta y un carburador de 4 gargantas para producir 185 HP (188 CV; 138 kW).

## 1964-1967

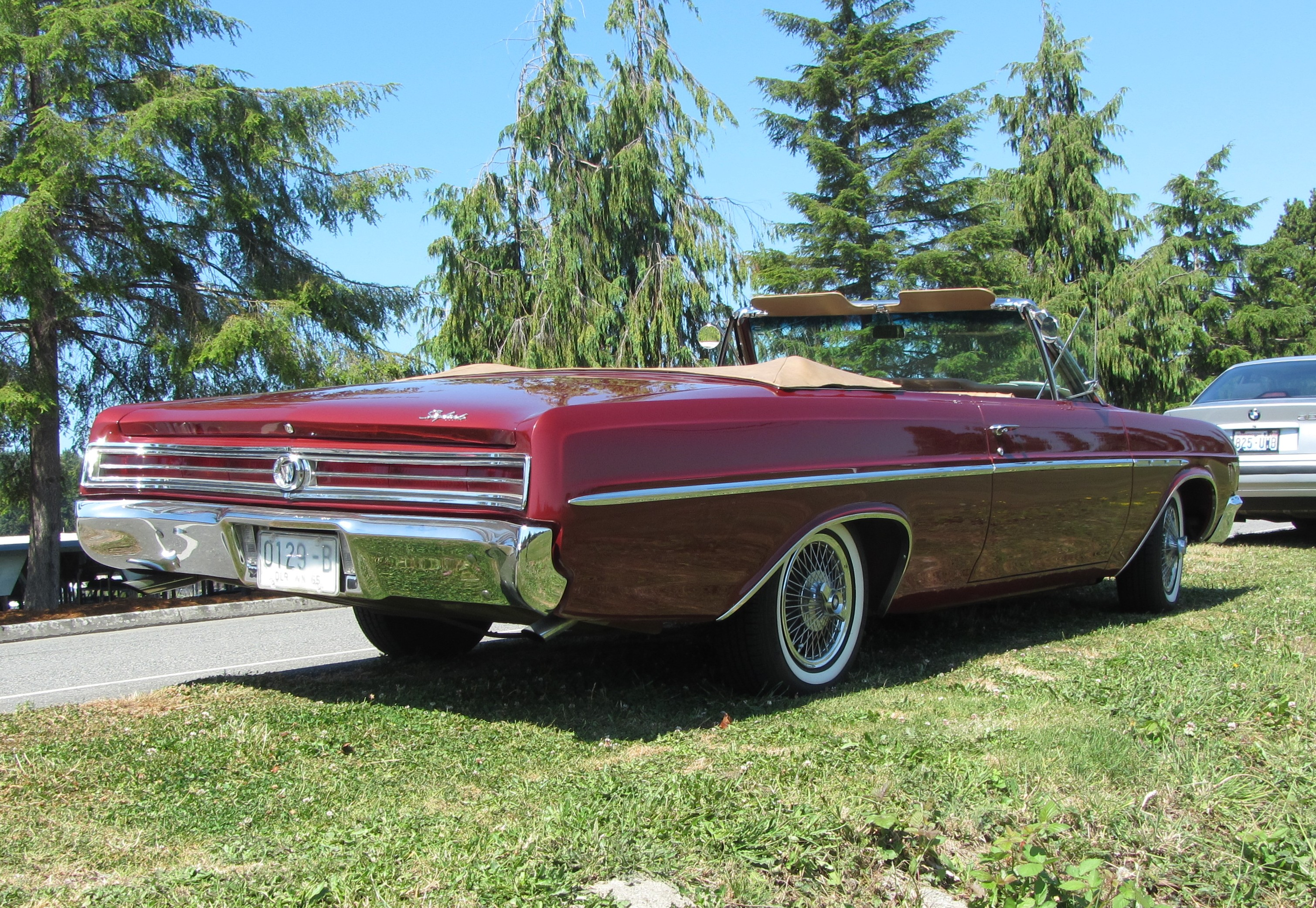
Buick Skylark de 1964

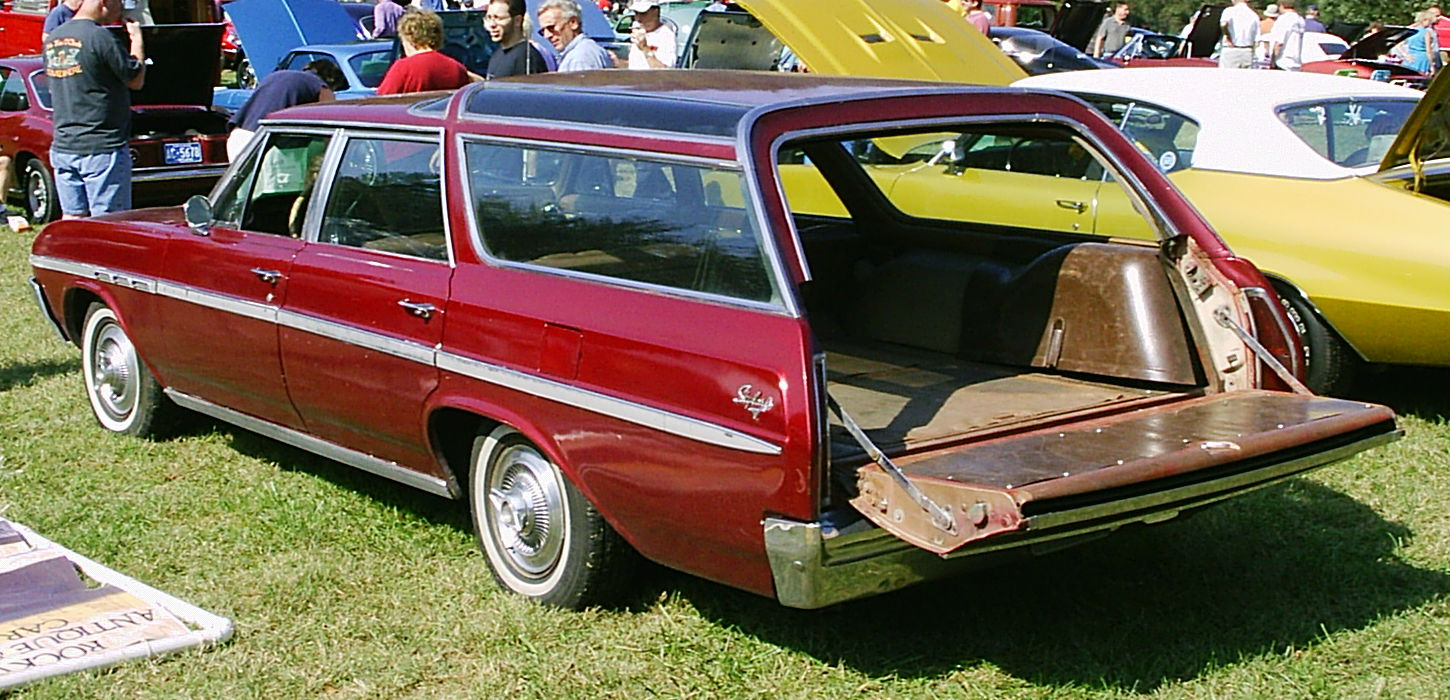
Buick Sportwagon basado en el Skylark de 1966

A partir del modelo 1964, el compacto de alta gama tenía suficientes ventas como para merecer su propia línea separada: el Buick Skylark, junto con el menor Special del que se deriva, se trasladaría a un nuevo chasis de tamaño intermedio sobre una nueva plataforma A que comparte con el Pontiac Tempest, Oldsmobile F-85 y el nuevo Chevrolet Chevelle.
El nuevo chasis tenía una distancia entre ejes de 115 pulgadas (292,1 cm), así como los Buick Special y Buick Special Skylark tenían una longitud de 203,5 pulgadas (516,9 cm). El desplazamiento de 215 pulgadas cúbicas (3,5 L) de bloques de aluminio del V8 se suspendió y las matrices asociadas con el tiempo fueron vendidas a los fabricantes británicos Rover.
En 1965, se utilizó el Skylark como base para su "copia" del GTO, denominado Gran Sport (GS). Se ofrecía como un cupé, Hardtop o descapotable. El GS de 1965 estaba equipado con el V8 de 401 pulgadas cúbicas (6,6 L) con 325 HP (330 CV; 242 kW) del Buick Wildcat de tamaño completo.
Un V8 de 400 pulgadas cúbicas (6,6 L) con 340 HP (345 CV; 254 kW) apareció en 1967 para el apropiadamente renombrado "GS-400" y uno de menor precio GS-340 hardtop, con un V8 de 260 HP (264 CV; 194 kW) 340, también se presentó solamente para ese año.

## 1968-1972

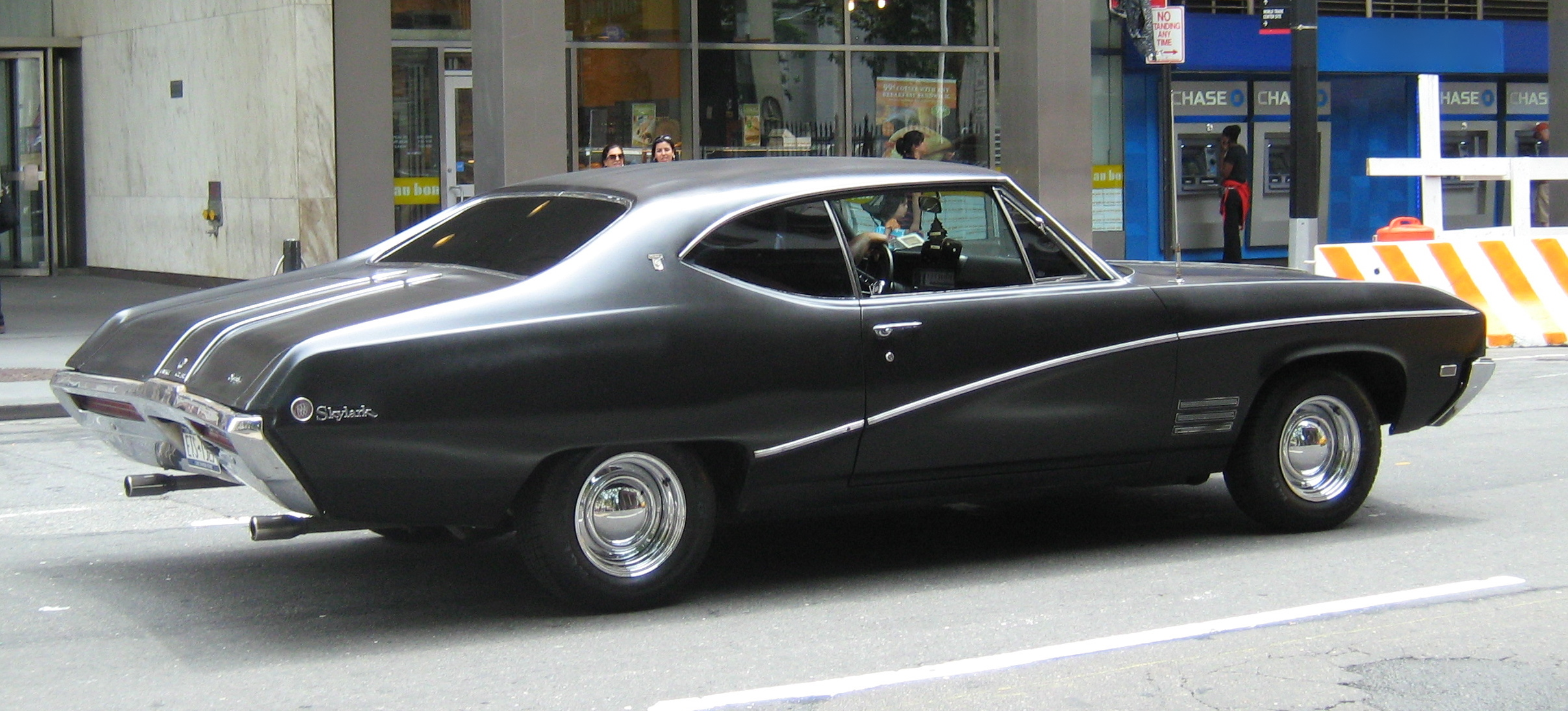
Buick Skylark Cupé Hardtop de 1968

Los Skylark fueron completamente rediseñados en 1968. El diseño incluyó un cofre más largo y una cajuela acortada con salpicaderas delanteras con curvatura estilo de botella de Coca-Cola extendido hacia atrás.
Las carrocerías descansaban sobre dos tamaños de distancia entre ejes, con la más corta de 112 pulgadas (284,5 cm) reservado para el cupé y la más larga de 116 pulgadas (294,6 cm) para los sedanes y familiares cuatro puertas, ya que para los Buick Sportwagon y Oldsmobile Vista Cruiser utilizaron una distancia entre ejes todavía más larga de 121 pulgadas (307,3 cm).
Para 1970, los modelos medianos recibieron una vez más nuevos paneles laterales y el nombre "Special" dejó de existir para dar paso al Skylark a toda la línea.

### GSX

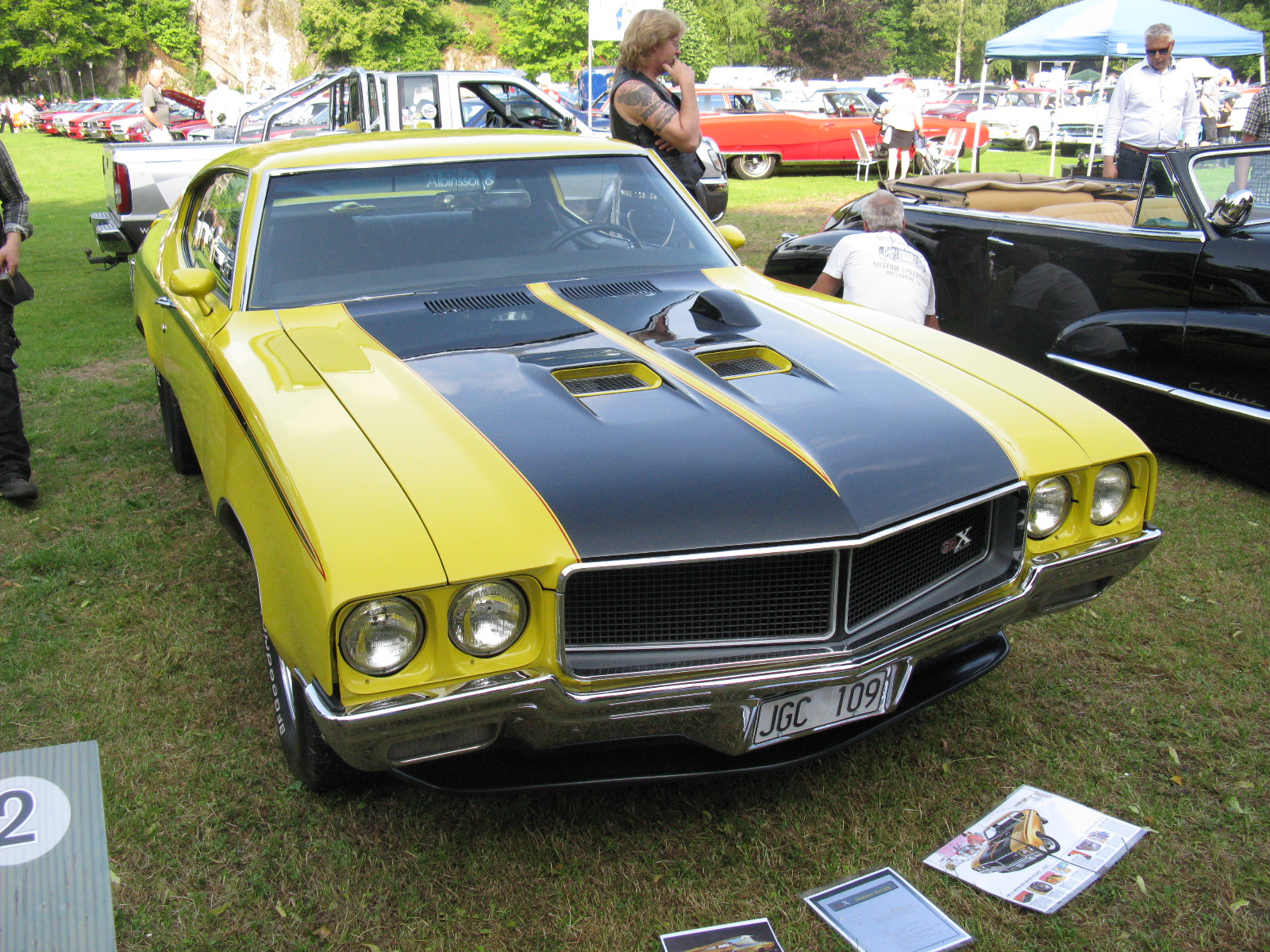
Buick GSX de 1970 en amarillo Saturno con el tacómetro en el cofre.

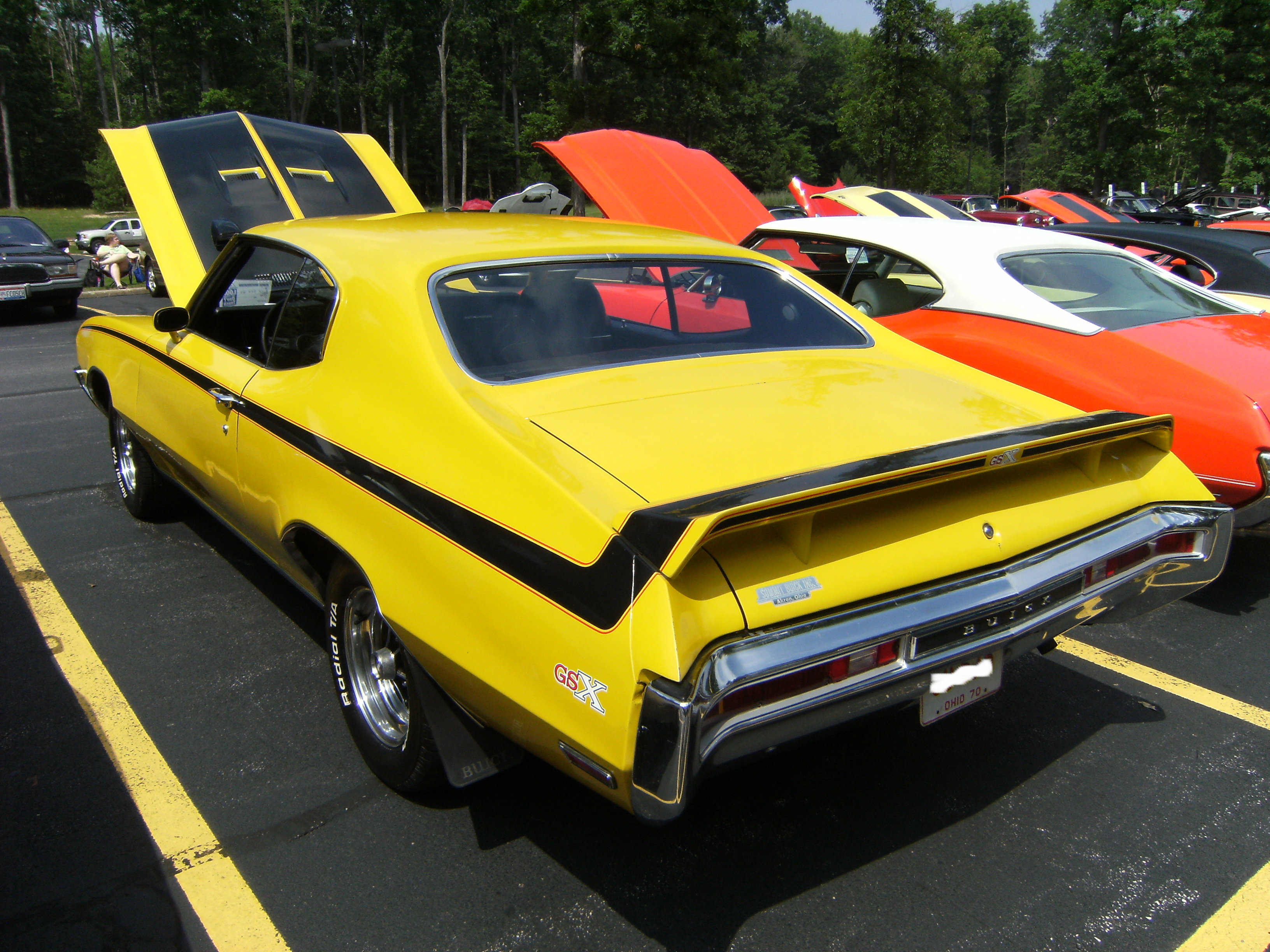
Vista trasera con el spoiler de serie.

El GSX fue la contribución de Buick a la lista de muscle cars americanos de la era clásica, basada en el GS455 que a su vez se basó en la plataforma del Skylark, agregando un paquete de apariencia, rendimiento y manejo disponible a partir del modelo 1970. El paquete GSX Performance and Handling era una opción de US$1100 (equivalente a $8630 en 2023) en el GS455. El GSX fue el intento de Buick de aumentar el tráfico de la sala de exposición en un estilo de carrocería Skylark recientemente diseñado para 1970 que comenzó lentamente, pero las ventas mejoraron. El GSX fue la respuesta de Buick al Pontiac GTO "Judge", el Oldsmobile 4-4-2 W-30 y el Chevrolet Chevelle SS. Buick lo promocionó como "Una nueva marca de Buick" y "Otro auto Enciende tu fuego de Buick". Llegó de serie con un motor de 455 pulgadas cúbicas (7,5 L) con o sin las actualizaciones opcionales del motor de rendimiento "Stage 1" durante el primer año de lanzamiento. Aunque estaba cerca de la cima de la jerarquía de marca de GM, la carrocería básica del GSX hardtop era la misma que la Chevrolet Chevelle de 1970 de menor precio, pero con diferentes protecciones, parrilla, defensas, puertas, etc.
Debido a la presentación tardía del GSX, se mostró un prototipo muy especial en el Salón del automóvil de Chicago en febrero de 1970 para probar la reacción del consumidor. Este GSX en particular tenía pintura blanca de madreperla, un cofre de aire especial de fibra de vidrio/acero con cucharas de cofre modificadas exclusivas, un spoiler trasero único de tres piezas y otro delantero prototipo, interior de cuero multicolor personalizado con asientos de cuadros "X" en blanco y negro con estampado de cuadros y paneles de puerta.
Solamente se produjeron 678 GSX en la segunda mitad del año 1970, comenzando en el mes de marzo y terminando en mayo y solamente 278 estaban equipados con el 455 estándar, otros 400 compradores seleccionaron el paquete opcional de rendimiento Stage 1, el cual era impresionante debido en parte al peso ligero del V8 455, que es aproximadamente 150 lb (68 kilogramos) menos que el 426 Hemi o el Chevrolet 454. Tenía instalado un carburador Rochester Quadrajet de 4 gargantas que producía una potencia máxima de 360 HP (365 CV; 268 kW) a 4600 rpm y 510 lb·pie (691 N·m) a 2800 rpm de par máximo. El Buick 455 produjo la mayor salida de par máximo que cualquier otro auto de rendimiento de producción estadounidense, un récord que se mantuvo durante 33 años, hasta que finalmente fue superado por el Viper V10 Serie 2 en 2003. Con esto lograba acelerar de 0 a 60 mph (0 a 97 km/h) en 6.5 segundos y el 1/4 de milla (402 m) en 13.8 segundos a 101 mph (163 km/h).
El modelo 1970 tiene, sin duda, la lista más extensa de características de alto rendimiento de equipamiento estándar de cualquier muscle car de la era clásica. Es este último hecho el que realmente establece al GSX en una clase propia en comparación con sus pares de finales de los años 60 y principios de los 70. Cada uno de los GSX Stage 1 de 1970 producidos, recibió la lista completa de piezas de rendimiento y manejo. Se podría comprar un Chevelle SS con pocas opciones, un Road Runner Hemi de asiento plano con muelles, o incluso un Pontiac GTO Judge con el V8 de 400 pulgadas cúbicas (6,6 L) más pequeño y los frenos de tambor, pero no existía un GSX de 1970 poco equipado.
En 1970, la opción GSX estaba disponible en solamente dos colores: amarillo Saturno y blanco Apolo y siempre con el V8 de 455 pulgadas cúbicas (7,5 L) y el interior negro, ya que en 1971 y 1972 otros 6 colores estaban disponibles para el GSX. Todos los GSX tenían la distintiva franja negra en la carrocería que cruzaba sobre el spoiler trasero del equipo estándar y estaba delineada en delgadas rayas rojas. Una gran área del cofre también era negra y contaba con un tacómetro montado a los ingenieros de Buick no les gustaba el tacómetro del cofre porque era una parte de Pontiac, además de un spoiler delantero negro.

## 1975-1979

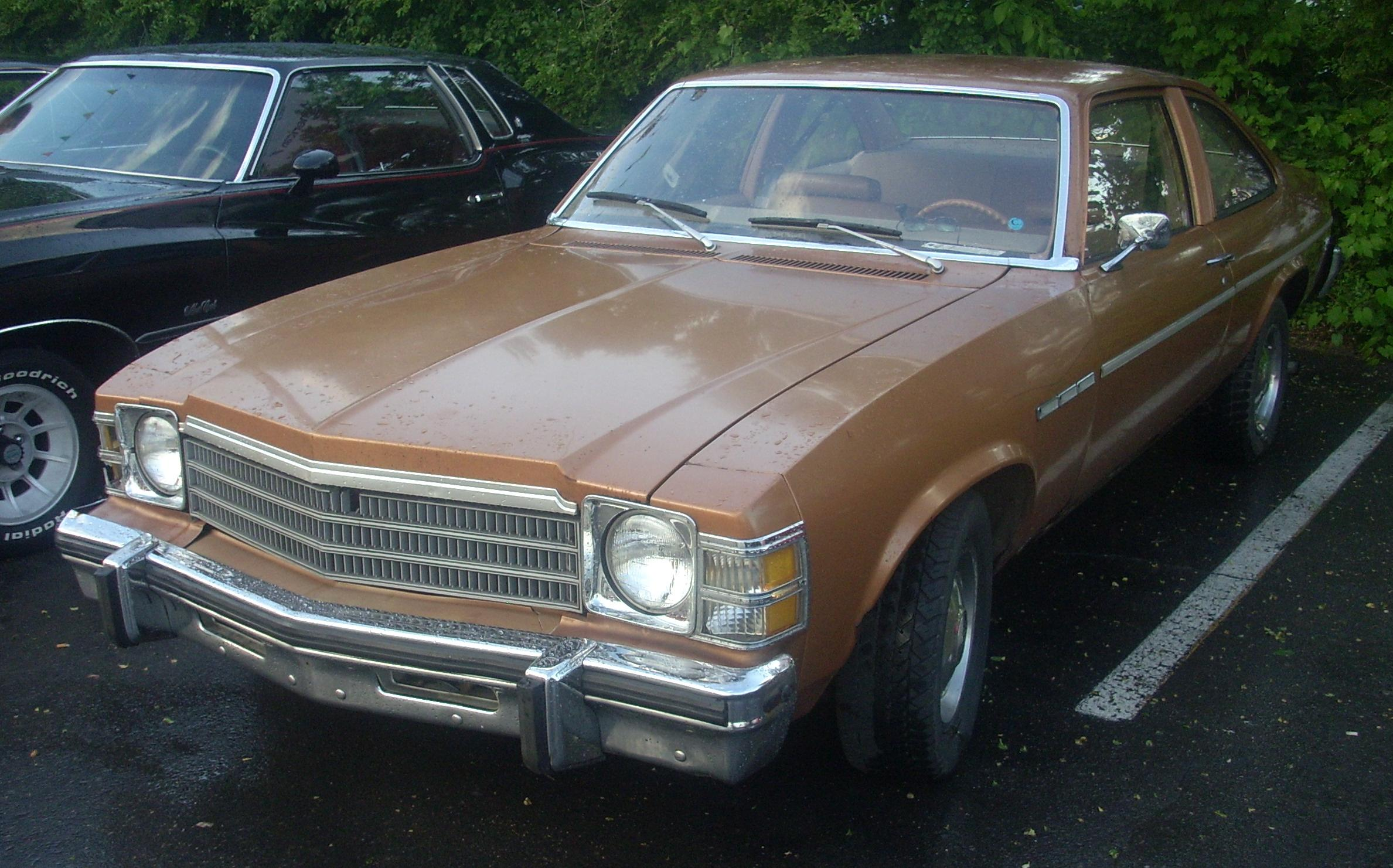
Skylark cupé de 2 puertas de 1975-1979

Los modelos de mediados de 1973, Buick regresó al mercado con el compacto Buick Apollo, utilizando la plataforma X de GM, que se basaba en gran medida en el Chevy Nova.
Cuando el coche fue ampliamente rediseñado para el modelo 1975, el cupé de dos puertas y hatchback de dos puertas, fueron rebautizados como Skylark, mientras que el sedán de cuatro puertas se mantuvo como Apollo.
Los modelos cupé de dos puertas y hatchback de dos puertas estaban disponibles como base del Skylark o como el más exclusivo, de inspiración europea Skylark S/R (Sports/Rally).
Los sedanes de cuatro puertas estaban disponibles como Apollo para el modelo base o el más exclusivo Apollo S/R. Además, hubo uno muy simple de bajo precio Skylark "S" disponible solamente como un cupé dos puertas con un mínimo de equipamiento del interior y exterior.
La planta motriz estándar para los Skylark era el propio V6 de Buick de 231 pulgadas cúbicas (3,8 L) con un carburador de 2 gargantas, produciendo 110 HP (112 CV; 82 kW) a 4000 rpm.[cita requerida]

## 1980-1985
El nuevo Skylark 1980-1985 compartía la plataforma X de GM con la arquitectura del Chevrolet Citation, Pontiac Phoenix y Oldsmobile Omega. La nueva tracción delantera del Skylark fue introducida en la primavera de 1979 como un modelo de principios de 1980 con tracción delantera, suspensión MacPherson delantera y motor transversal montado. La nueva opción V6 a 60° de 173 pulgadas cúbicas (2,8 L) se diseñó específicamente para los coches-"X". Esta plataforma se convirtió en la base de casi todos los vehículos de tracción delantera de GM hasta la actualidad.[cita requerida]

## 1986-1991
A partir de 1985, el Skylark cupé de dos puertas fue reemplazado por el Somerset Regal. Esta generación dispone de un diseño más elegante y aerodinámico que su predecesor, incorporando la mirada long-hood/short-deck popular en ese entonces. Con el inicio del año 1986, perdió el sufijo Regal de su nombre y era conocido simplemente como Somerset. El nombre de Skylark fue trasladado a una versión sedán de cuatro puertas del Somerset. Esta versión del Skylark tiene un asiento dividido con una consola central con un cambio de columna.[cita requerida]

## 1992-1998
Un nuevo y radical forma de estilo de Skylark apareció en 1992, con una parrilla que recuerda fuertemente las puntas del Buick Special de 1940.
Fue ofrecido inicialmente en dos estilos de carrocería de cuatro puertas y en versiones base y Gran Sport. El motor de cuatro cilindros en línea base era el de 2.3 L que produce 120 HP (122 CV; 89 kW) a 5200 rpm. El V6 de 3.3 L era opcional y estándar en el GS, producía 160 HP (162 CV; 119 kW) a 5200 rpm. Todos los Skylark estaban acoplados a una transmisión automática de tres velocidades.
Para 1993, el modelo base fue reemplazado por ajustes personalizados y Limited. Para el año 1994, un nuevo V6 de 191 pulgadas cúbicas (3,1 L) con 160 HP (162 CV; 119 kW) a 5200 rpm, sustituyó al anterior V6 de 3.3 L como estándar en el GS y opcional en los demás. El Cupé Limited fue lanzado en 1994, pero se canceló en 1995.